# Jack Audio Connection Kit
JACK Audio Connection Kit eller bara Jack är en server-daemon som ger låg fördröjning mellan 'jackifierade' program för både ljud- och MIDI-data. Programmet är skapat av Paul Davis med flera. Licensierat under GNU GPL, medan biblioteken är licensierade under GNU LGPL.
JACK kan använda ALSA, PortAudio, CoreAudio, FreeBoB, FFADO och (fortfarande experimentellt) OSS som back-end. JACK går att köra på Linux, FreeBSD och Mac OS. En annan implementation av JACK, JACKDMP stöder även Windows. JACKDMP bytte nyligen namn till JACK 1.9, och kommer så småningom bli JACK 2.